# Predsodek
Predsodki so nepreverjena in neutemeljena stališča do socialnih skupin ali do različnih drugih stvari, dejavnosti ali idej. Kognitivna komponenta je sicer zelo močna, toda informacije so lahko napačne, kar seveda ni povsem nujno, saj se predsodek lahko izkaže za upravičenega. Sproža zelo močna čustva in je zelo odporno na spremembe, zlasti ker bi te rušile občutek lastne večvrednosti in privilegijev. Predsodki se nanašajo na pripadnike skupin, do katerih smo pozitivno ali negativno čustveno naravnani. Posameznika vrednotimo zgolj na podlagi njegove skupinske pripadnosti. Pogosto delujejo predsodki mimo zavedne kontrole. Prevzeti so avtomatično in glede na druga stališča razviti že zelo zgodaj.
Predsodke imamo vsi, razlika je samo v tem, koliko se lastnih predsodkov zavedamo in kdo je žrtev le-teh. Prav tako je lahko žrtev predsodkov katerakoli družbena skupina in katerikoli vidik posameznikove identitete: spol in seksualne preference, videz, bolehanje, fizično stanje, poklic, hobiji,…Obstajajo tudi drugi predsodki, ki nimajo povezave s socialnimi skupinami. Npr. predsodek do določene hrane ali določene dejavnosti in celo do določenih idej. V angleški filozofiji [Burke] se predsodek obravnava tudi kot pozitivni termin in sicer v kontekstu utemeljenih zavrnitev določene dejavnosti ali skupin ljudi, za katere smo skozi izročilo dobili informacije o možnih slabih posledicah. 

## Vrste predsodkov
Ločimo pozitivne in negativne predsodke. Pozitivni so predsodki, pri katerih pripadnikom določene skupine ali poklica pripisujemo pozitivne lastnosti, zaradi česar bomo do njih čustveno pozitivno usmerjeni. Vse dejavnosti take skupine bomo ocenjevali pozitivno. Negativni predsodki pa so povezani z negativnimi socialnimi posledicami. Tovrstni predsodki označujejo pripadnike določene skupine za manjvredne, manj sposobne, manj razvite, predvsem pa kažejo na osnovno nezaupanje, ki se bodisi kaže kot posledica evolucijske psihologije, določene zgodovine ali iz osebnih izkušenj.
Poznamo:
- etnične predsodke (zavračanje in sovražnost do pripadnikov določenih etničnih, nacionalnih skupin), v prepričanju, da so manjvredne ali slabše. Taki predsodki so delno posledica Hamiltonovega zakona (Kin Selection), pri katerem je dokazano, da posamezniki preferirajo in se obnašajo bolj altruistično do tistih, ki so jim genetsko bližje.
- rasne predsodke (poudarjanje manjvrednosti drugih ras). Tudi ta predsodek je v svojem bistvu posledica Hamiltonovega zakona in kot tak dokazuje nagnjenje posameznikov k svoji rasi. Več študij dokazuje, da dojenčki že pri 6 do 9 mesecih starosti kažejo nagnjenje k večji naklonjenosti svoji rasi.[1]
- spolne predsodke (izražanje zaničevanja do pripadnikov drugega spola, seksizem, npr. manjvrednost žensk).
- verske predsodke (zavračanje pripadnikov drugih verskih skupin- pri tem skoraj pri vseh verah, ki imajo enobožni sistem- torej islam, krščanstvo in judaizem- prihaja do vrste načelnega zavračanja drugih verskih sistemov, saj v posamezni monoteistični religiji že v njihovih temeljnih tekstih prihaja do zavračanja vseh drugih možnih bogov ali božanstev)
- predsodke do starejših (v tehnološko razvitih družbah so starejši pogosto pojmovani kot relativno nepotrebni in nemočni člani družbe, zaradi česar so vse bolj socialno osamljeni in odrinjeni na rob družbe. Prav tako prihaja tudi do predsodkov do mlajših, saj so znani primeri, ko se starejši v starem Rimu pritožujejo nad mlajšimi in njihovo brezbrižnostjo).
- predsodke v odnosu do marginalnih skupin (npr. predsodki do homoseksualcev, ljudi z motnjami v duševnem delovanju, okuženih z aidsom, telesno hendikepiranih, brezdomcev itd).

## Izražanje predsodkov
Seveda pa predsodki ne pomenijo dejanskega vedenja, temveč predstavljajo pripravljenost za vedenje. Če bomo sploh in kako izražali predsodke, je odvisno predvsem od socialnih norm in družbenih okoliščin v katerih se nahajamo. 
Allport loči 5 hierarhično razvrščenih stopenj izražanja predsodkov:
1. ogovarjanje (izražanje antipatije, šale, neslane zgodbice, širjenje laži, …),
2. izogibanje (distanca – izogibanje medosebnim odnosom oz. intimnejšim kontaktom; tisti, ki se imajo za višje, se ne družijo z nižjimi),
3. diskriminacija (vedenje, ki je neposredno usmerjeno proti pripadnikom določenih skupin: preprečevanje dostopa do določenih dobrin, kratenje osnovnih pravic človekove svobode – prepoved uporabe javnih prevoznih sredstev, dostopa do določenih zgradb, ustanov, uradov),
4. nasilje (fizični napadi in različne oblike onemogočanja normalnega življenja – pretepanje, požigi bivališč, javni linči,…),
5. genocid (iztrebljanje in fizično preganjanje celih skupin, manjšin, narodov – Indijanci, Judje, Kosovski Albanci, Srbi na Kosovu idr.).

Zaradi predsodkov prihaja do napak v socialnem zaznavanju. Zaradi njih so lahko nekatere skupine prisilno potisnjene v manjvrednostni položaj, z njimi se ne ravna enakovredno, posamezniki so izpostavljeni različnim oblikam nasilja. Postopoma zaradi tega sami oblikujejo občutke nelagodja, pojavijo se občutki manjvrednosti, razvije se negativna samopodoba, žrtve predsodkov se vedejo destruktivno in samoponižujoče, lahko sovražijo skupino, ki ji pripadajo, se začnejo vesti v skladu s pričakovanji ipd.. Tudi drugi (tisti, ki imajo predsodek) se niso več sposobni spontano vesti v odnosu do ljudi, proti katerim so usmerjeni njihovi predsodki. Zaradi svoje dominantnosti si prilastijo dostop do vseh vrst dobrin tudi na račun drugih skupin in se dokopljejo do moči – vodilnih političnih in gospodarskih položajev. Ti privilegiji vplivajo tudi na to, da svojih predsodkov nočejo spreminjati.

## Oblikovanje predsodkov
Allport je pojmoval stereotipe in predsodke kot mehanizme socialne kategorizacije, kot kognitivne sheme, ki poenostavljajo in organizirajo posameznikovo videnje družbenega sveta. Socialna kategorizacija je po Allportu poseben primer kategorizacije zaznav v zaznavnem procesu, ki zajema objekte socialne narave.
Ljudi uvrščamo v manjše število preprosto preglednih kategorij, kajti v tem zapletenem svetu lahko preživimo samo tako, da ga na določen način poenostavimo in uredimo, torej da objekte v njem kategoriziramo glede na razlike in podobnosti. Prek kategorij delimo ljudi na ˝naše˝ in ˝vaše˝, na domače in tujce. ˝Naši˝ so privilegirani, smo jim čustveno naklonjeni, ˝vaši˝ so diskriminirani in deležni negativnega odnosa. Zaradi tega se nam zdijo razlike med nami veliko večje, kot so v resnici. Med ˝našimi˝ ni bistvenih razlik, obstajajo pa ogromne razlike med ˝našimi˝ in ˝vašimi˝. Ali povzeto po Allportu: socialne kategorije homogenizirajo razlike med člani iste kategorije in potencirajo razlike med člani različnih kategorij. Stereotipi in predsodki so način izražanja socialnih kategorizacij. Oboji so naravni rezultat človekovih kognitivnih procesov in postanejo negativni le v določenih družbenih okoliščinah.
Predsodki lahko izvirajo iz stereotipov. Zaradi stereotipiziranja razvrščamo ljudi v kategorije po določenih vidnih znakih, nato pa oblikujemo domnevo, da imajo vsi člani skupine enake značilnosti. Postopno izoblikujemo vnaprejšnje sodbe, ki se nanašajo na pripadnike skupin. To pa lahko privede do nerealističnih zaznav, ki prehajajo v medskupinske sovražnosti, iz katerih nastajajo predsodki proti članom določene kategorije.
Sicer pa predsodki nastajajo zaradi:
- spremenjenih ekonomskih pogojev (predsodki do skupin, ki ogrožajo ekonomsko dobrobit dominantne skupine; v času velike gospodarske krize v ZDA v tridesetih in štiridesetih letih so psihologi zaznali povezavo med ekonomsko stisko in porastom rasizma, etničnega nasilja in predsodkov nasploh),
- političnih dejavnikov (dominantna stranka skrbi za nastanek predsodkov do svojih nasprotnikov; novejše teorije pa celo poudarjajo, da imajo predsodki in stereotipi pomembno vlogo pri opravičevanju obstoječih razmerij diskriminacij, privilegijev in moči v dani družbi),
- medijev (oblikujejo javno mnenje in mu pogosto posredujejo prirejene informacije, ustrezne za oblikovanje predsodkov do določenih skupin).

Zgoraj našteti vzroki obravnavajo predvsem širše družbene pogoje in funkcije. Individualne in mikrosocialne pogoje nastanka pa lahko najdemo v procesu primarne socializacije ter psihoanalitski, Dollardovi in Allportovi teorijah.
Otroci tako preko staršev in skozi množične medije (pravljice, televizija, računalniške igrice) prevzemajo prve posplošene sodbe o svetu.
Dollardova teorija o frustraciji kot povodu za oblikovanje predsodkov je bila prav tako podprta preko več raziskav. Ljudje so v družbi postavljeni pred številne težave in ovire, ki vplivajo na doživljanje frustracij, ogroženosti, strahov in nesposobnosti. S pomočjo predsodkov nakopičene frustracije, jezo in agresivnost namesto na situacije, ki so dejansko vplivale na njihov nastanek, premestimo na pripadnike manjšinskih skupin, katerih družbena moč je še manjša od naše. Na nek način si najdemo ˝grešne kozle˝, ki tako nosijo krivdo za naše neuspehe in frustracije. Po Dollardu se torej agresija pogosto usmeri k lahko dosegljivim in občutljivim tarčam, kot so npr. manjšine in ne proti dejanskim vzrokom frustracij – teorija premestitve. Frustracijska teorija agresivnosti je vzroke za predsodke in njihovo krepitev iskala v iracionalnih, nezavednih gonilih, ki zlahka zajamejo množice. To je vodilo mnoge raziskovalce k psihoanalitskim razlagam nastanka in delovanja predsodkov.
Teorije psihoanalize zajemajo prepričanje, da se vselej ohranja večji ali manjši predsocialen presežek gona, ki se ne more udejanjiti ne v družbi ne v sami osebi, temveč se ga bolj ali manj potlačuje in se zato pojavlja v kakšni drugi obliki, pogosto v nezavednih načinih vedenja, ki jih zavest naknadno racionalizira. Velik del vzgoje namreč temelji v ponotranjanju ritualov, po katerih se bo posameznik ravnal v družbi med svojimi sočlani. Tako vedno obstaja delež nesocializirane, v vsakdanjem obnašanju še neustaljene, avtomatične gonskosti človeka in ta predstavlja presežek gonov, ki ne more biti udejanjen v sistemu vrednostnih norm družbe. Takšen presežek gonov nastane s tem, ko vrste naših notranjih vzgibov – gonskih potreb, ki jih imamo – ne smemo zadovoljevati v okvirih dane družbe, npr. ker moramo biti obzirni do drugih, kar nam odteguje neposredno ˝naravno˝ zadovoljitev. Čim bolj represivna, gone zatirajoča, ritualizirana je neka družba, čim več brezpogojnih avtoritet je v njeni strukturi, tem večji presežek gona ima, tem več gonske energije se v socialni komunikaciji ne more razrešiti z izkustvom ugodja in pri tem postati produktivne. Posamezniki si morajo v sebi izgraditi obrambne procese proti svoji gonskosti in izvajati postopke potiskanja, posledično pa živijo pod velikim notranjim pritiskom. Zato je tu najučinkovitejša domislica, če uspe manipulacija, ki velik notranji pritisk preusmeri navzven – to je, če si družba poišče objekte sovraštva, ki se jih obenem razvrednoti, na katerih je dovoljeno izživljanje asocialnih ali celo predsocialnih oblik gonskega vedenja, torej čistega egoizma, lahko agresivnega, seksualnega ali kateregakoli že, ne da bi pri tem prišli v konflikt z instancami vesti.
V primeru kolektivnih predsodkov se pogosto doseže visoka stopnja konformnosti. Sodelovanje v blodnji vseh ostalih zagotavlja precejšnjo varnost v lastni družbi. Če ne sodelujemo, postanemo sami tujci, s čimer nam grozi nevarnost, da sami postanemo objekt sovraštva in se sami ujamemo v proces, v katerem bomo ožigosani za ničvredne objekte.
Trend, ki ga je zaznamovalo Allportovo delo je v tem, da je na nov način utrdila dualizem posameznik-družba, z redukcijo na proces predelave informacij, namesto nagonov kot temeljnih in določujočih razlogov za predsodek pri posamezniku. Koncepta predsodkov in stereotipov sta del pojasnjevalnega okvira socialnih stališč, njuna specifična funkcija pa je razložiti popačenja, do katerih pride med predelavo informacij. Allport definira predsodek kot neutemeljeno slabo mišljenje o drugih. Temelji na prepričanju, da do popačenja pride, kadar oseba prehitro pride do sodbe. Stereotipizacija ustvarja napačne sodbe: povzroča netočne presoje zaradi nagnjenosti, da pripisujemo lastnosti, ki naj bi jih imela neka skupina (na primer črnci), vsakemu posamezniku, ki velja za pripadnika te skupine.
˝Zakaj ljudje tako hitro zdrsnejo v etnični predsodek? Tako je zato, ker sta dve bistveni sestavini, o katerih smo razpravljali – napačna generalizacija in sovražnost – naravni in vsakdanji sposobnosti človekovega razuma.˝ (Allport)

## Predsodki danes
Predsodki niso izginili, kajti podrobna analiza kaže, da gre le za premik predsodkov. Do nekaterih tradicionalno stigmatiziranih skupin so se namreč predsodki celo okrepili, npr. do homoseksualcev, Romov in muslimanov, v ZDA celo opažajo diskriminacijo do kadilcev in debelih ljudi.
Spremenil se je tudi način izražanja predsodkov. Včasih so jih ljudje izražali neposredno, s sovraštvom in nasiljem, dandanes pa jih izražamo prikrito, z izogibanjem stikov s pripadniki določenih skupin, cinizmom in ignoriranjem. Sodobni rasizem se na primer kaže predvsem kot pasivno odklanjanje določenih skupin, zato mu rečemo odklonilni (averzivni) rasizem.

## Zmanjševanje predsodkov
Proces zmanjševanja in odstranjevanja predsodkov je zahteven in dolgotrajen. Pomembno vlogo v tem procesu ima vzgoja v duhu strpnosti in izobraževanje, ki otrokom posreduje informacije o različnih skupinah ljudi ter s tem preprečuje kopičenje nepreverjenih informacij. Stiki s pripadniki drugih socialnih skupin omogočajo medsebojno spoznavanje in s tem manjšanje količine napačnih informacij, ki jih imamo o teh skupinah. Pri takšnih stikih je pomembno, da so osebe v enakem položaju. Precej vpliva ima tudi socialna politika, ki lahko oblikuje ukrepe, s katerimi se zmanjšuje institucionalizirana diskriminacija. To pomeni, da imajo vsi ljudje enake možnosti javnega družbenega delovanja in uveljavljanja, da prihaja do delitve politične moči, do vpliva na medije in njihovo delovanje in da se trudijo za zmanjševanje ekonomske frustracije.
Rešitev je lahko tudi v učenju sposobnosti opazovanja našega lastnega vedenja. Čim bolje nam uspe, da se v trenutku čustvene razburjenosti premišljeno opazujemo, tem več možnosti je, da se ne podredimo avtomatičnemu nezavednemu ravnanju. Da bi se lahko znebili naše nagnjenosti k predsodkom, je vsekakor najprej potrebno spoznanje, da smo sposobni podleči neki zablodi. Od naše pripravljenosti, da to lahko sprejmemo, je odvisno, ali bo širjenje predsodkov človekova ozdravljiva bolezen ali pa bo tudi v prihodnje ostala neozdravljiva.